# HMS Saturn (1786)
Pour les autres navires du même nom, voir HMS Saturn.
Le HMS Saturn est un vaisseau de 74 canons en service dans la Royal Navy. Lancé en 1786, il participe aux guerres de la Révolution française et de l'Empire, pendant lesquelles il est présent à la première bataille de Copenhague, puis à la guerre de 1812. Après avoir été retiré du service actif, il est utilisé comme lazaret puis est démoli en 1868.

## Conception et construction
Le HMS Saturn est le neuvième navire de la classe Arrogant. Commandé le 22 décembre 1781 et construit par le chantier naval Raymond à Northam à partir d'août 1782, il est lancé le 22 novembre 1786. Long de 168 pieds (soit environ 51 m), large de 46 pieds et 9 pouces (soit environ 14,25 m) et d'un tirant d'eau de 19 pieds et 9 pouces (soit environ 6,02 m), il déplace 1 610 tons.
Le pont-batterie principal est armé avec 28 canons de 32 livres et le pont-batterie supérieur avec 28 canons de 18 livres. Le navire embarque de plus 14 canons de 9 livres sur ses bastingages et 4 canons de 9 livres sur son gaillard d'avant. L'ensemble totalise 74 canons et une bordée de 1 562 livres.

## Service actif
En 1797, l'équipage du navire participe à la mutinerie du Nore. En 1798, il est affecté à la station d'Irlande.
En 1801, le Saturn est affecté à la flotte de la Baltique de l'amiral Hyde Parker. Il fait partie de la réserve de la flotte britannique lors de la bataille de Copenhague. Il est ensuite le navire-amiral du contre-amiral Thomas Totty (en), nommé commandant de la station des îles du Vent. Parti de Portsmouth le 13 décembre 1801, le navire est frappé par la fièvre jaune qui décime l'équipage. Le navire est renvoyé en Angleterre le 24 mai 1802 et intégré à la flotte de réserve.
En 1806, le Saturn est affecté dans la Méditerranée. Il s'échoue une nuit près du phare de Cadix et doit être réparé à Gibraltar.
Le 22 mars 1808, le Saturn croise au large de l'île de Groix avec les HMS Impetueux, Aigle et Narcissus lorsqu'ils aperçoivent deux frégates françaises. L'Italienne parvient à se réfugier à Lorient tandis que la Sirène affronte le Majestueux et l'Aigle et les repousse.
En 1813, le Saturn subit une refonte ; il est rasé et transformé en un vaisseau de 54 canons.
Envoyé aux Bermudes en février 184 dans le cadre de la guerre contre les États-Unis, il assure des missions de blocus de la côte américaine.

## Dernières années
Retiré du service actif en 1816, il est utilisé comme lazaret à partir de 1825 dans le port de Milford Haven. Il est démoli en 1868.